# Atletica leggera ai Giochi della XXX Olimpiade - Lancio del martello maschile

Video ufficiale della Finale

Ai Giochi della XXX Olimpiade, la competizione del lancio del martello maschile si è svolta dal 3 al 5 agosto presso lo Stadio Olimpico di Londra.

## Presenze ed assenze dei campioni in carica
Per i campionati europei si considera l'edizione del 2010.
| Competizione         | Atleta            | Prestazione | Londra 2012 |
| -------------------- | ----------------- | ----------- | ----------- |
| Olimpiadi 2012       | Primož Kozmus     | 82,02 m     | Presente    |
| Europei 2010         | Libor Charfreitag | 80,02 m     | Non selez.  |
| Asiatici 2010        | Dilshod Nazarov   | 76,44 m     | Presente    |
| Panamericani 2011    | Kibwe Johnson     | 79,63 m     | Presente    |
| Mondiali 2011        | Kōji Murofushi    | 81,24 m     | Presente    |
|                      |                   |             |             |
| Mondiali junior 2008 | Walter Henning    | 76,92 m     | Assente     |

## La gara
I favoriti sono Primož Kozmus (Slo) e Krisztián Pars (Ung). Il giapponese Kōji Murofushi, campione del mondo 2011, è arrivato a Londra con una sola gara all'attivo. Non sembra poter lottare per l'oro.

In Qualificazione, comunque, le prime tre posizioni appartengono proprio a loro: 79,37 metri per Pars, 78,48 per Murofushi e 78,12 per Kozmus.
I tre sono anche i protagonisti della finale. Al primo turno il miglior lancio è di Pars: 79,14. Kozmus è secondo con 78,97. Pars si migliora ulteriormente alla terza prova oltrepassando la linea degli 80 metri (80,59). Rimarrà l'unico lancio oltre tale quota. Al quinto lancio Kozmus conferma la seconda posizione con 79,36. Murofushi respinge l'attacco dell'ucraino Sokyyrskiyy con un lancio al terzo turno di 78,71 ma poi non è capace di migliorarsi.

I tre atleti saliti sul podio sono gli stessi di Daegu 2011 ma in un diverso ordine.

## Risultati

### Finale
| Miglior atleta in attività | 84,86 m 2003   | Kōji Murofushi | Presente |
| Primatista stagionale      | 82,28 m (24/5) | Krisztián Pars | Presente |

1. ↑  Alla data del 20 luglio 2012

| Pos     | Atleta             | Età | Paese         | 1º    | 2º    | 3º    | 4º    | 5º    | 6º    | Risultato | Note |
| ------- | ------------------ | --- | ------------- | ----- | ----- | ----- | ----- | ----- | ----- | --------- | ---- |
| Oro     | Krisztián Pars     | 30  | Ungheria      | 79,14 | 78,33 | 80,59 | 79,70 | 79,28 | 78,88 | 80,59     |      |
| Argento | Primož Kozmus      | 33  | Slovenia      | 78,97 | x     | x     | x     | 79,36 | 78,59 | 79,36     |      |
| Bronzo  | Kōji Murofushi     | 38  | Giappone      | x     | 78,16 | 78,71 | 78,09 | 77,12 | 76,47 | 78,71     |      |
| 4       | Olexiy Sokyyrskiyy | 27  | Ucraina       | 76,51 | 78,25 | x     | x     | x     | 76,99 | 78,25     |      |
| 5       | Lukáš Melich       | 32  | Rep. Ceca     | 76,73 | 75,67 | 77,17 | 76,28 | 18,90 | x     | 77,17     |      |
| 6       | Szymon Ziółkowski  | 36  | Polonia       | 75,69 | 74,95 | 76,30 | 76,88 | 77,10 | 75,86 | 77,10     |      |
| 7       | Nicola Vizzoni     | 39  | Italia        | 75,75 | 75,84 | 75,41 | 76,07 | 75,79 | x     | 76,07     |      |
| 8       | Kibwe Johnson      | 31  | Stati Uniti   | 73,31 | 74,95 | x     | -     | -     | -     | 74,95     |      |
| 9       | Dilshod Nazarov    |     | Tagikistan    | 70,00 | 70,88 | 73,80 | -     | -     | -     | 73,80     | dq   |
| 10      | Valerij Śvjatocha  | 31  | Bielorussia   | 73,13 | 72,78 | 72,42 | -     | -     | -     | 73,13     |      |
| 11      | Alexander Smith    | 24  | Gran Bretagna | 69,74 | 72,87 | 71,47 | -     | -     | -     | 72,87     |      |
|         | Kirill Ikonnikov   |     | Russia        | 77,86 | x     | 77,81 | 74,60 | x     | 77,46 | 77,86     | dq   |